# كروم كو
کروم کو (بالإنجليزية: Krum- Ku)‏ الأرواح الشريرة في أساطير استراليا الذين يجبرون الرجال في الليل على ضبط النفس والسيطرة على أجسامهم، ويجبرونهم أحيانا بالوثب على قدم واحد حتى يموتوا من الإعياء.